# Naszály
Naszály is een plaats (község) en gemeente in het Hongaarse comitaat Komárom-Esztergom. Naszály telt 2263 inwoners (2001).